# Фьят, Георге
Гео́рге Фьят (рум. Gheorghe Fiat; 14 января 1929, Решица — 22 августа 2010) — румынский боксёр лёгкой весовой категории, выступал за сборную Румынии в конце 1940-х — середине 1950-х годов. Бронзовый призёр летних Олимпийских игр в Хельсинки, чемпион национального первенства, участник многих международных турниров и матчевых встреч. Также известен как тренер и спортивный функционер. Заслуженный мастер спорта Румынии (1953).

## Биография
Родился 14 января 1929 года в городе Решица. Активно заниматься боксом начал в раннем детстве, проходил подготовку в бухарестском спортивном клубе «Стяуа». На международной арене дебютировал летом 1948 года в матчевой встрече со сборной Югославии, в рамках полулёгкого веса боксировал с Павле Шовлянским, но проиграл этот поединок. Год спустя стал чемпионом Румынии среди любителей и занял третье место на всемирном студенческом фестивале в Будапеште. В 1951 году подтвердил звание национального чемпиона и одержал победу на боксёрском турнире студенческого фестиваля в Берлине. Благодаря череде удачных выступлений удостоился права защищать честь страны на летних Олимпийских играх 1952 года в Хельсинки — в программе лёгкого веса победил первых троих соперников и в полуфинале должен был боксировать с поляком Алексием Анткевичем, но из-за травмы вынужден был отказаться от дальнейших выступлений.
Получив бронзовую олимпийскую медаль, Фьят продолжил выходить на ринг в составе национальной сборной, принимая участие во всех крупнейших международных турнирах. Так, в 1953 году он побывал на чемпионате Европы в Варшаве, где во время предварительного этапа всё-таки встретился с Анткевичем и проиграл ему все три раунда. В 1955 году представлял страну на европейском первенстве в Западном Берлине, на стадии четвертьфиналов уступил югославскому боксёру Илие Лукичу. Через год в последний раз выиграл чемпионат Румынии в лёгкой весовой категории и вскоре принял решение завершить карьеру спортсмена.
После завершения спортивной карьеры Георге Фьят в течение долгого времени работал тренером в своём родном клубе «Стяуа», затем возглавлял муниципальную ассоциацию бокса Бухареста, занимался организаций боксёрских турниров и привлечением молодых бойцов.
Умер 22 августа 2010 года.
Кавалер ордена Труда 3-й степени (1950), 2-й степени.